# Index (anatomie)
Pour les articles homonymes, voir Index.
L'index est le deuxième doigt de la main chez l'humain et les grands singes, situé entre le pouce et le majeur.

## Anatomie

### Armature osseuse et tendons
L’armature osseuse de l’index est composée du métacarpien M2, qui s’articule avec la chaine des phalanges P1, P2 et P3 (de la plus proche à la plus distale). Les métacarpiens sont solidement attachés au carpe par les articulations carpo-métacarpiennes. La flexion des phalanges est assurée par deux gros tendons fléchisseurs qui coulissent dans un tunnel étroit. L’appareil extenseur est situé au dos du doigt. Les fléchisseurs coulissent sous des poulies de stabilisation très solides et peu extensibles. Elles guident et maintiennent les tendons, entourés d’une gaine synoviale qui les lubrifie, les refroidit et les nourrit, assurant leur bon fonctionnement lors de gestes répétitifs. La gaine synoviale peut être le siège de pathologies inflammatoires (ténosynovite) ou infectieuses (phlegmon) du doigt. Le vieillissement ou des modifications hormonales peuvent empêcher la bonne coulisse des tendons (plus fréquemment sur le majeur, l’annulaire et l’auriculaire).

## Gestuelle et symbolique
En Occident, l'index a assumé, selon les époques, des significations symboliques variées. Les antiques Romains n'y associent pas d'interdit particulier. C'est pour eux le « digito monstrari et dicier hic est » de Juvénal (le doigt qui désigne et indique ce qui est là). Ils le nomment également salutaris et l'utilisent, pointé cers le ciel, pour saluer une divinité, parfois en y portant préalablement les lèvres.
Au Moyen Âge, l'index pointé horizontalement exprime toujours, dans l'iconographie, une volonté impérative exprimée par un supérieur, un enseignant, un orateur. Dans cette position, il peut également signaler la menace (c'est le doigt de Jupiter pour les astrologues), ou le pêché d'envie, lorsqu'il est pointé sur un objet. À ce titre, il peut être porteur du mauvais œil. À partir du XVIIIe siècle, ces signifiants (commandement, menace, envie) incitent à ne plus utiliser l'index pour désigner une personne ou ce que l'on désire.
Dans nombre d'autres cultures, il est déconseillé, voire interdit d'utiliser l'index tendu pour désigner directement une personne ou ce qui ne vous appartient pas. Dans ce cas, l'objet ou la personne sont souvent désignés par un mouvement plus ou moins élaboré de la lèvre inférieure (Afrique, Amérindiens, Amérique centrale, îles Salomon). Ces interdits et substituts peuvent être pondérés selon la distance qui sépare le sujet de l'objet. Pointé vers le haut, l'index perd le plus souvent son côté menaçant et sert à prendre le ciel à témoin (doigt du témoignage), notamment chez les Musulmans. C'est l'index que le mourant lève pour rendre des comptes à son créateur. C'est lui qu'on lèvre pour signifier soin acceptation de l'Islam. 
L'index est par contre inoffensif s'il sert à se désigner soi-même et peut être porté à la bouche, pour goûter par exemple (c'est le lipo sartan ou lêche-poêle des Provencaux). Quand il est autorisé pour désigner, l'angle qu'il marque avec l'horizontale peut servir à préciser une distance.
Les deux index placés côte à côte signifient le plus souvent l'amitié, le mariage, un lien de fraternité. Accrochés, ils peuvent symboliser le mariage ou l'amitié. Leurs extrémités pointées ou frappées horizontalement l'une contre l'autre marquent un désaccord ou une querelle.
Tendu et associé à l'auriculaire également tendu, les autres doigts replié, l'index participe au geste des cornes, réalisé depuis des temps immémoriaux, et toujours pratiqué dans certains pays pour neutraliser le mauvais œil ou tourner en dérision un mari cocu.

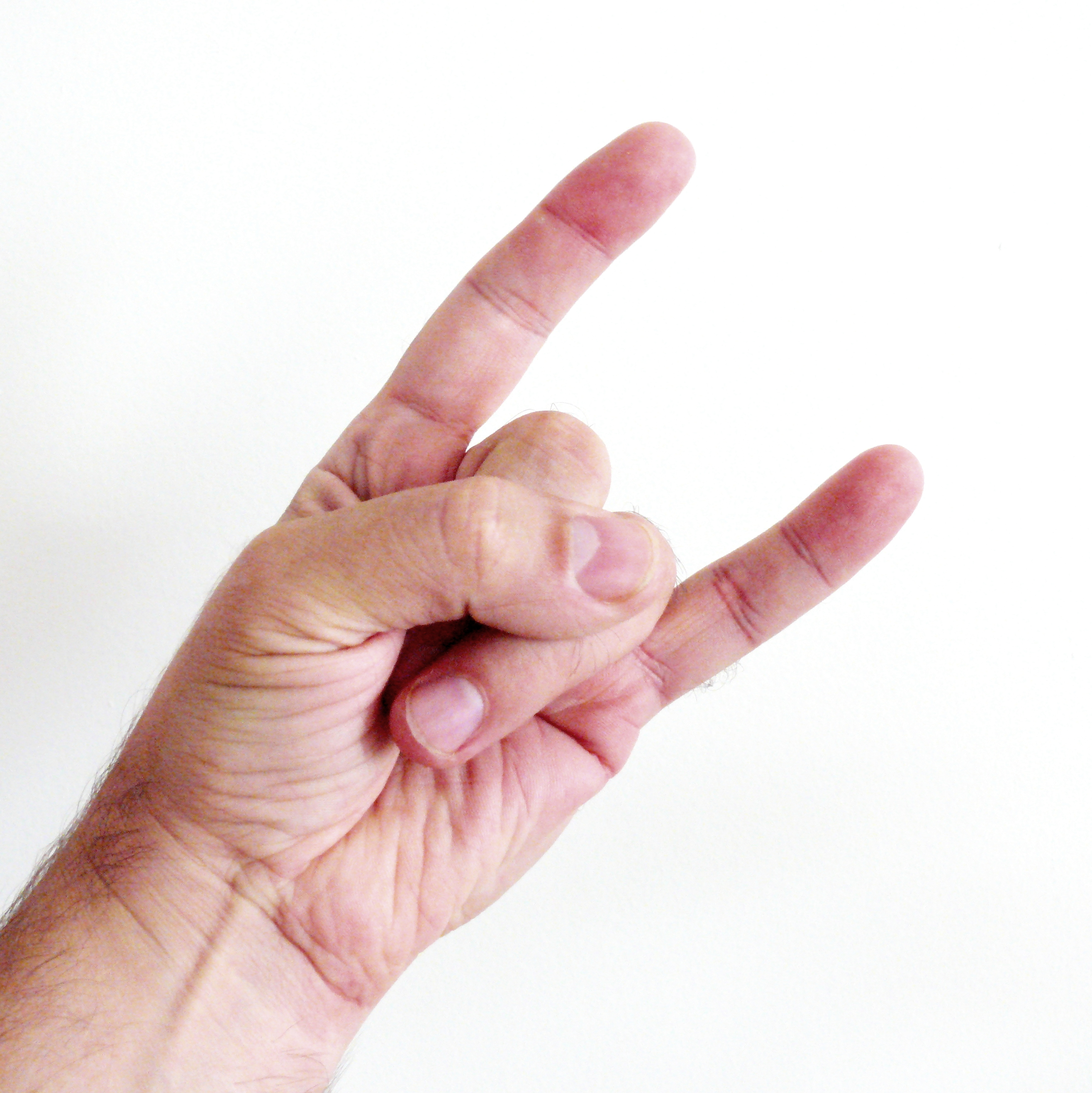
Les cornes, geste réalisé pour neutraliser le mauvais œil ou pour désigner le mari cocu.

## Unicode
Plusieurs symboles Unicode représentent l'index :
| ☚  | U+261A  | Index gauche noir, dirigé vers la gauche            |
| ☛  | U+261B  | Index droit noir, dirigé vers la droite             |
| ☜  | U+261C  | Index droit blanc, dirigé vers la gauche            |
| ☝  | U+261D  | Index gauche blanc, dirigé vers le haut             |
| ☞  | U+261E  | Index gauche blanc, dirigé vers la droite           |
| ☟  | U+261F  | Index droit blanc, dirigé vers le bas               |
| 👆 | U+1F446 | Index droit de revers blanc, dirigé vers le haut    |
| 👇 | U+1F447 | Index droit de revers blanc, dirigé vers le bas     |
| 👈 | U+1F448 | Index gauche de revers blanc, dirigé vers la gauche |
| 👉 | U+1F449 | Index droit de revers blanc, dirigé vers la droite  |